# Dendrobium brillianum
Dendrobium brillianum là một loài thực vật có hoa trong họ Lan. Loài này được Ormerod & Cavestro mô tả khoa học đầu tiên năm 2005.